# João Pedro Sousa
João Pedro Ramos Borges Sousa, noto semplicemente come João Pedro (Luanda, 4 agosto 1971), è un allenatore di calcio ed ex calciatore portoghese, di ruolo attaccante.

## Carriera
Come giocatore ha militato nella massima serie portoghese a cavallo degli anni '90 giocando con Braga, Chaves e Rio Ave.
Dopo essersi ritirato nel 2003, ha intrapreso la carriera di allenatore diventando nel 2012 il vice di Marco Silva all'Estoril Praia e seguendo il tecnico portoghese fino al 2019, quando ha assunto la guida tecnica del Famalicão, neopromosso nella massima serie portoghese.

## Palmarès

### Giocatore

#### Competizioni nazionali
- Segunda Liga: 1

Rio Ave: 1995-1996